# Guglielmo Raimondo Moncada (stratigoto)
Guglielmo Raimondo Moncada (... – dopo il 1475) è stato un nobile, politico e militare italiano del XV secolo.

## Biografia
Figlio naturale di Pietro Moncada Abbate dei conti di Agosta, ignota è l'identità della madre. Fu militare al servizio di re Alfonso V d'Aragona, e questi nel 1439 lo creò castellano di Nicosia. In seguito ebbe concessa anche le castellanie di Catania (1441) e di Piazza (1449).
Il successore di Re Alfonso, Giovanni II d'Aragona, lo nominò suo coppiere e nel 1462 gli concesse il possesso del Castello di Aci, che lui stesso tolse ai Platamone.
Fu capitano di giustizia di Catania nel 1458-59, 1461-62, 1467-68, 1468-69 e 1471-72, patrizio nel 1468-69 e senatore nel 1469-70, stratigoto di Messina nel 1460, e capitano d'armi della medesima città nel 1472 e nel 1475.
Sposò la nobildonna catanese Eleonora Vitellino, figlia di Giovanni, maestro razionale del Regno di Sicilia, da cui ebbe robusta discendenza.